# Reiko Tosa
Reiko Tosa (Japón, 11 de junio de 1976) es una atleta japonesa, especialista en la prueba de maratón, con la que ha logrado ser subcampeona mundial en 2001.

## Carrera deportiva
En el Mundial de Edmonton 2001 ganó la plata en la maratón, con un tiempo de 2:26:06, quedando tras la rumana Lidia Simon y por delante de la rusa Svetlana Zakharova.
Y en el Mundial de Osaka 2007 gana la medalla de bronce en la misma prueba, con un tiempo de 2:30:55, tras la keniana Catherine Ndereba y la china Zhou Chunxiu.